# Tri Nations 2003
Tri Nations 2003 war die achte Ausgabe des jährlich stattfindenden Rugby-Union-Turniers Tri Nations. Zwischen dem 12. Juli und dem 16. August 2003 fanden sechs Spiele statt. Neuseeland gewann das Turnier zum fünften Mal und eroberte auch den Bledisloe Cup zurück.

## Tabelle
|    | Land       | Spiele | Siege | Unent. | Ndlg. | Spiel- punkte | Diff. | Bonus- punkte | Tabellen- punkte |
| -- | ---------- | ------ | ----- | ------ | ----- | ------------- | ----- | ------------- | ---------------- |
| 1. | Neuseeland | 4      | 4     | 0      | 0     | 142:65        | + 77  | 2             | 18               |
| 2. | Australien | 4      | 1     | 0      | 3     | 89:106        | - 17  | 2             | 6                |
| 3. | Südafrika  | 4      | 1     | 0      | 3     | 62:122        | - 60  | 0             | 4                |

## Ergebnisse
| 12. Juli 2003 | Südafrika | 26 : 22         | Australien                                                                                                 | Newlands Stadium, Kapstadt Zuschauer: 48.678 Schiedsrichter: Steve Walsh (Neuseeland) |
| 12. Juli 2003 | Versuche: Russell 6. erh. Matfield 36. erh. Erhöhungen: Koen (2/2) Straftritte: Koen (4/5) 30., 34., 52., 54. | (20:10) Bericht | Versuche: Sailor 25. erh. Waugh 49. erh. Roff 59. n.erh. Erhöhungen: Burke (2/3) Dropgoals: Burke (1/1) 3. | Newlands Stadium, Kapstadt Zuschauer: 48.678 Schiedsrichter: Steve Walsh (Neuseeland) |

| 19. Juli 2003 | Südafrika | 16 : 52        | Neuseeland | Loftus Versfeld Stadium, Pretoria Zuschauer: 50.000 Schiedsrichter: Alain Rolland (Irland) |
| 19. Juli 2003 | Versuche: Willemse 72. erh. Erhöhungen: Koen (1/1) Straftritte: Koen (2/3) 4., 35. Dropgoals: Koen (1/1) 16. | (9:22) Bericht | Versuche: Spencer 12. n.erh. Howlett (2) 24. erh., 76. erh. Rokocoko (2) 27. erh., 62. n.erh. Meeuws 67. erh. Mauger 78. n.erh. Erhöhungen: Spencer (4/7) Straftritte: Spencer (3/5) 18., 42., 50. | Loftus Versfeld Stadium, Pretoria Zuschauer: 50.000 Schiedsrichter: Alain Rolland (Irland) |

| 26. Juli 2003 | Australien                                                                                      | 21 : 50         | Neuseeland | Telstra Stadium, Sydney Zuschauer: 82.096 Schiedsrichter: Tony Spreadbury (England) |
| 26. Juli 2003 | Versuche: Burke 9. n.erh. Sailor 59. n.erh. Rogers 77. n.erh. Straftritte: Burke (2/2) 28., 39. | (11:23) Bericht | Versuche: Rokocoko (3) 20. n.erh., 35. n.erh., 70. n.erh. Howlett 32. erh. Umaga 50. erh. Carter 57. n.erh. Mauger 78. erh. Erhöhungen: Spencer (2/5) Carter (1/2) Straftritte: Spencer (3/3) 12., 40., 44. | Telstra Stadium, Sydney Zuschauer: 82.096 Schiedsrichter: Tony Spreadbury (England) |

| 2. August 2003 | Australien | 29 : 9        | Südafrika                            | Lang Park, Brisbane Zuschauer: 51.188 Schiedsrichter: Paddy O’Brien (Neuseeland) |
| 2. August 2003 | Versuche: Rogers 41. erh. Waugh 78. erh. Erhöhungen: Flatley (2/2) Straftritte: Flatley (5/5) 10., 22., 51., 59., 68. | (6:6) Bericht | Straftritte: Koen (3/3) 2., 19., 43. | Lang Park, Brisbane Zuschauer: 51.188 Schiedsrichter: Paddy O’Brien (Neuseeland) |

| 9. August 2003 | Neuseeland                                                                                         | 19 : 11         | Südafrika                                                   | Carisbrook, Dunedin Zuschauer: 30.200 Schiedsrichter: Peter Marshall (Australien) |
| 9. August 2003 | Versuche: Rokocoko 5. erh. Erhöhungen: Spencer (1/1) Straftritte: Spencer (4/4) 16., 24., 47., 58. | (13:11) Bericht | Versuche: Bands 14. n.erh. Straftritte: Koen (2/2) 20., 27. | Carisbrook, Dunedin Zuschauer: 30.200 Schiedsrichter: Peter Marshall (Australien) |

| 16. August 2003 | Neuseeland                                                                                                   | 21 : 17        | Australien                                                              | Eden Park, Auckland Zuschauer: 45.000 Schiedsrichter: Jonathan Kaplan (Südafrika) |
| 16. August 2003 | Versuche: Howlett (2) 5. erh., 27. n.erh. Erhöhungen: Spencer (1/2) Straftritte: Spencer (3/3) 34., 46., 60. | (15:9) Bericht | Versuche: Smith 75. n.erh. Straftritte: Flatley (4/4) 1., 11., 20., 57. | Eden Park, Auckland Zuschauer: 45.000 Schiedsrichter: Jonathan Kaplan (Südafrika) |

## Statistik

### Meiste erzielte Versuche
|    | Name         | Versuche | Land       |
| -- | ------------ | -------- | ---------- |
| 1. | Joe Rokocoko | 6        | Neuseeland |
| 2. | Doug Howlett | 5        | Neuseeland |

### Meiste erzielte Punkte
|    | Name           | Punkte | Land       |
| -- | -------------- | ------ | ---------- |
| 1. | Carlos Spencer | 60     | Neuseeland |
| 2. | Louis Koen     | 31     | Südafrika  |
| 3. | Elton Flatley  | 30     | Australien |